# Zaytuneh
Zaytuneh (tiếng Ả Rập: الزيتونة) là một ngôi làng Syria nằm ở phó huyện Wadi al-Uyun ở huyện Masyaf, Hama. Theo Cục Thống kê Trung ương Syria (CBS), Zaytuneh có dân số 304 trong cuộc điều tra dân số năm 2004.